# Beschuit

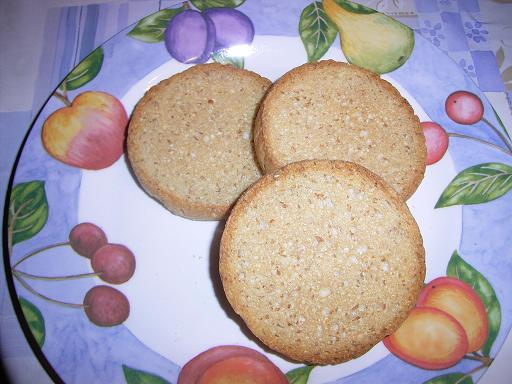
Beschuiten

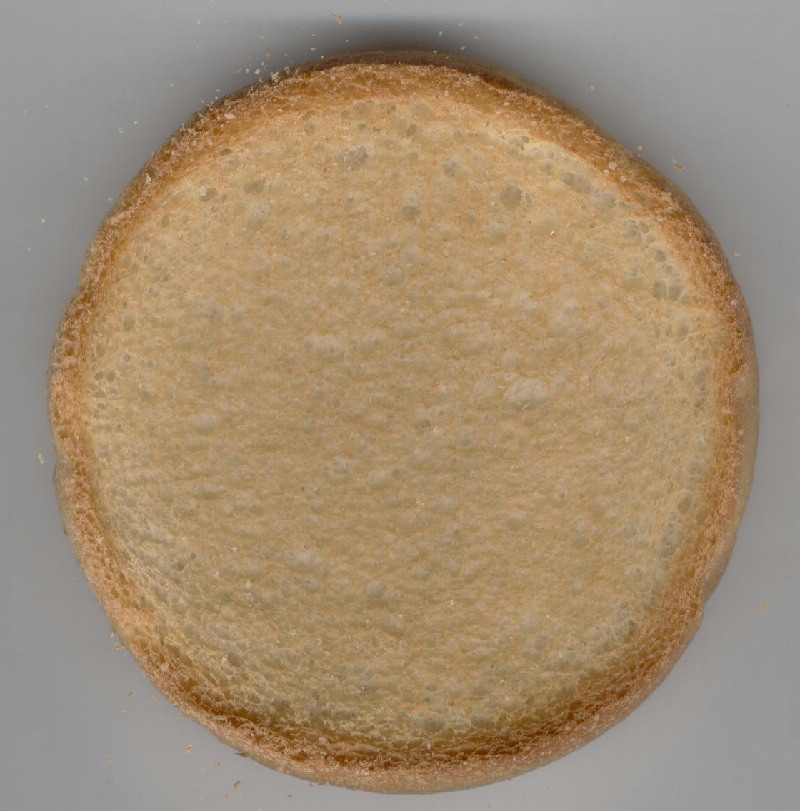
Een beschuit

Beschuit is een lichtverteerbare, zeer droge vorm van brood. Het is vergelijkbaar met, maar niet hetzelfde als geroosterd brood. Beschuit wordt meestal in rollen verkocht. Een rol bestaat vrijwel altijd uit een bakkersdozijn van dertien beschuiten.
Beschuit wordt twee keer gebakken, eenmaal als plat cilindrisch broodje (beschuitbol, ook in die vorm te koop) en na het doorsnijden nog een keer. De oude naam voor beschuit is dan ook 'tweebak'. Etymologisch gezien is het woord 'beschuit' verwant met het Franse biscuit en het Italiaanse biscotto, uit het Latijn bis coctus, wat letterlijk 'tweemaal gebakken' betekent. Op vergelijkbare wijze heet het in het Duits Zwieback.
Een economisch voordeel van beschuit is dat het gebakken kan worden bij lagere temperaturen dan brood; een bakker kan daarom na het bakken van brood de restwarmte van de oven gebruiken om beschuit te bakken.
In Nederland is het een traditie dat bij een geboorte op beschuit met muisjes wordt getrakteerd.
De voedingswaarde is vergelijkbaar met die van gewoon brood maar dan met veel minder vocht.

## Geschiedenis
Over de geschiedenis van de Hollandse beschuit is weinig bekend. Het heeft weinig te maken met scheepsbeschuit, alleen al doordat de ingrediënten hiervan afwijken. Overeenkomsten zijn het soortgelijk bakproces, de droge vorm en de lange houdbaarheid. Door het gebruik van bakkersgist wordt de luchtige structuur verkregen.

De beschuiten worden verpakt per bakkersdozijn.
De eerste beschuiten in Nederland in zijn huidige vorm (zonder het "hapje") werden geproduceerd door de fabriek van Gerrit Hille in Wormer in het begin van de 20e eeuw.

## Ingrediënten en bereiding
De standaard ingrediënten voor het maken van beschuit zijn: bloem, gist, zout, basterdsuiker, beschuitgelei en eieren. Er worden ook wel eenden- of ganzeneieren gebruikt. Door het tweemaal bakken van beschuit is besmetting met salmonella uitgesloten.
Per regio kan de samenstelling van de beschuiten verschillen. Zo is er bijvoorbeeld Amsterdamse en Haagse beschuit.

## Papbeschuit
Aan kinderen werd vroeger vaak beschuitpap als ontbijt gegeven. Een of twee beschuiten werden geweekt in warme melk, en opgediend met suiker en kaneel. Op de Amsterdamse Blauwburgwal 22 zat voor de oorlog een gespecialiseerd bedrijf: Prior's papbeschuitbakkerij. Dit product was verrijkt met roggemeel.

## Voedingswaarde
Per 100 g:
| Energie  | Energie | Water | Eiwit  | Koolhydraten | Suikers | Vet   | Verzadigde vetzuren | Enkelvoudig onverzadigde vetzuren | Meervoudig onverzadigde vetzuren | Cholesterol | Vezels |
| -------- | ------- | ----- | ------ | ------------ | ------- | ----- | ------------------- | --------------------------------- | -------------------------------- | ----------- | ------ |
| 386 kcal | 1616 kJ | 6,4 g | 12,3 g | 70,8 g       | 9,1 g   | 5,5 g | 2,6 g               | 1,7 g                             | 1,2 g                            | 32,0 mg     | 3,5 g  |

## In spreektaal
De Nederlandse uitdrukking Daar zou ik weleens een beschuitje mee willen eten! werd rond 1990 geïntroduceerd in een reclamecampagne van de beschuitfabrikant Bolletje. In de verschillende filmpjes waren onder andere Froukje de Both en Marijne van der Vlugt te zien. 